# Haval H7
Haval H7 - середньорозмірний SUV, випускається з 2015 року компанією Haval — підрозділом китайського автовиробника Great Wall Motors.

## Перше покоління (2015-2021)

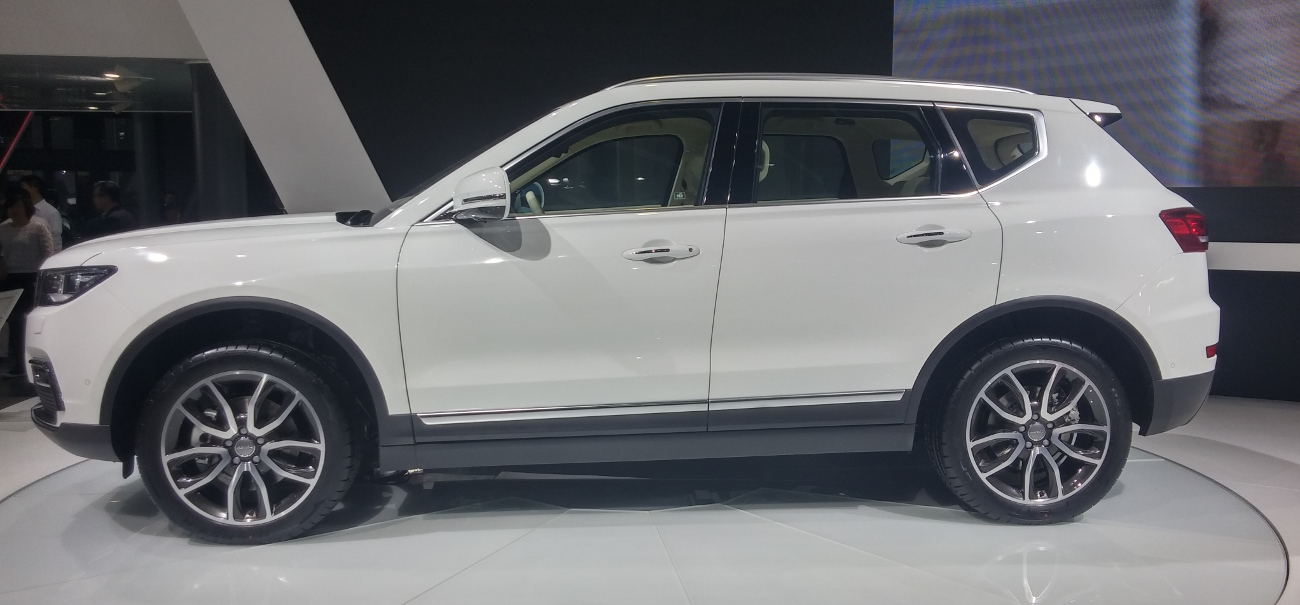
вид збоку

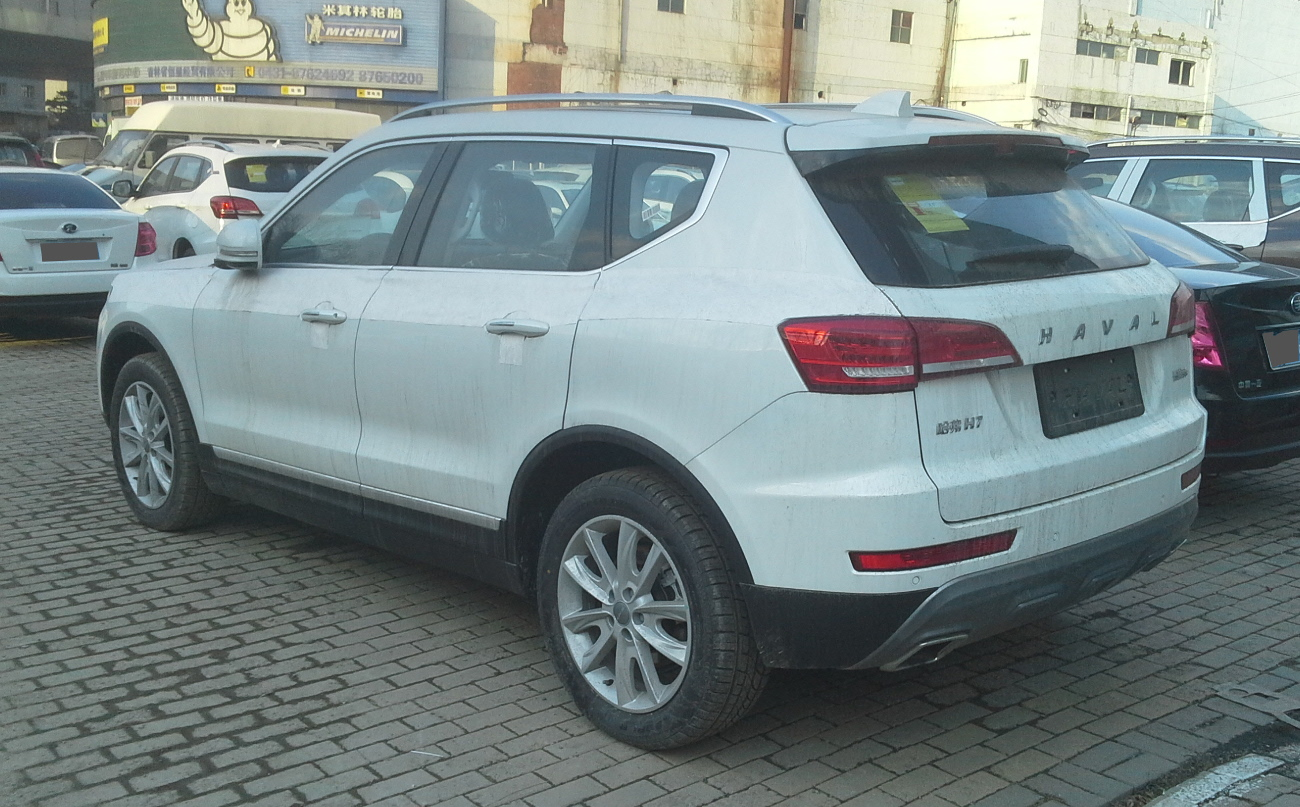
вид ззаду

Прототип моделі був вперше показаний в квітні 2013 року на автосалоні в Шанхаї, в 2015 році відбулася офіційна презентація на автосалоні в Гуанчжоу. Модель була представлена в двох варіантах — з 5-місному і 7-місному варіанті Н7 Long з подовженою базою.
У Китаї в продаж надійшла на початку 2016 року, за ціною від 23 до 28 тисяч доларів, і за перші сім місяців було продано 10 тис. одиниць.

### Технічні характеристики
Довжина — 4715 мм, ширина — 1925 мм, висота — 1718 мм. Колісна база — 2850 мм. Також випускається подовжена версія H7L (довжина — 4900 мм).
Двигун — 2.0 L GW4C20A I4 бензиновий турбомотор потужністю 231 к. с. і обертовим моментом 355 Нм.
Коробка передач — шестидіапазонний «автомат» з двома зчепленнями Getrag .
Привід — передній. 

## Друге покоління (з 2024)
Новини про H7 другого покоління з’явилися в жовтні 2024 року, і тепер ця модель значною мірою базується на Haval Xiaolong Max.